# Rubus glaucus
La mora o zarzamora andina o mora de Castilla es una planta perenne de la familia Rosaceae.

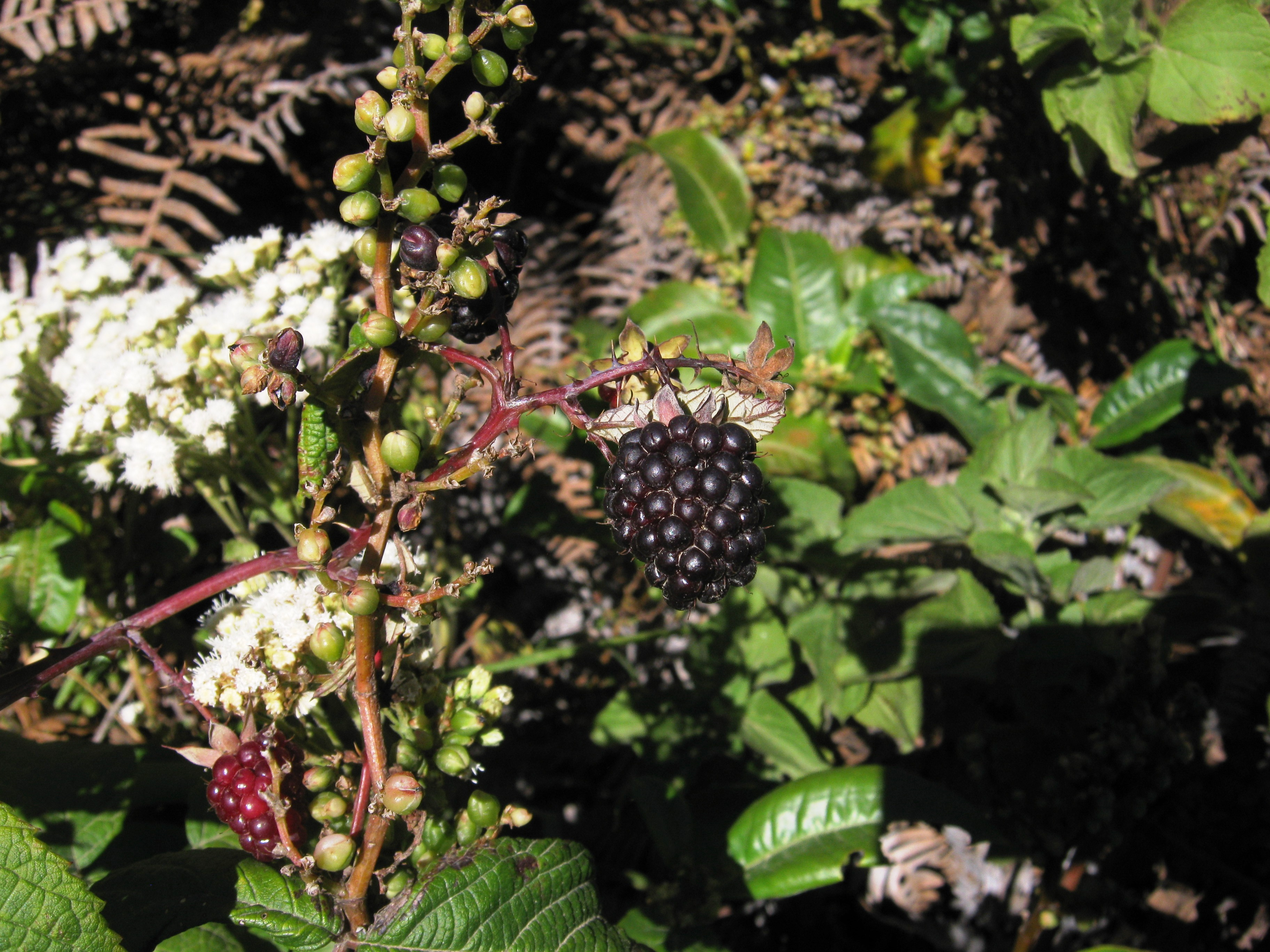
Rubus glaucus fruto maduro

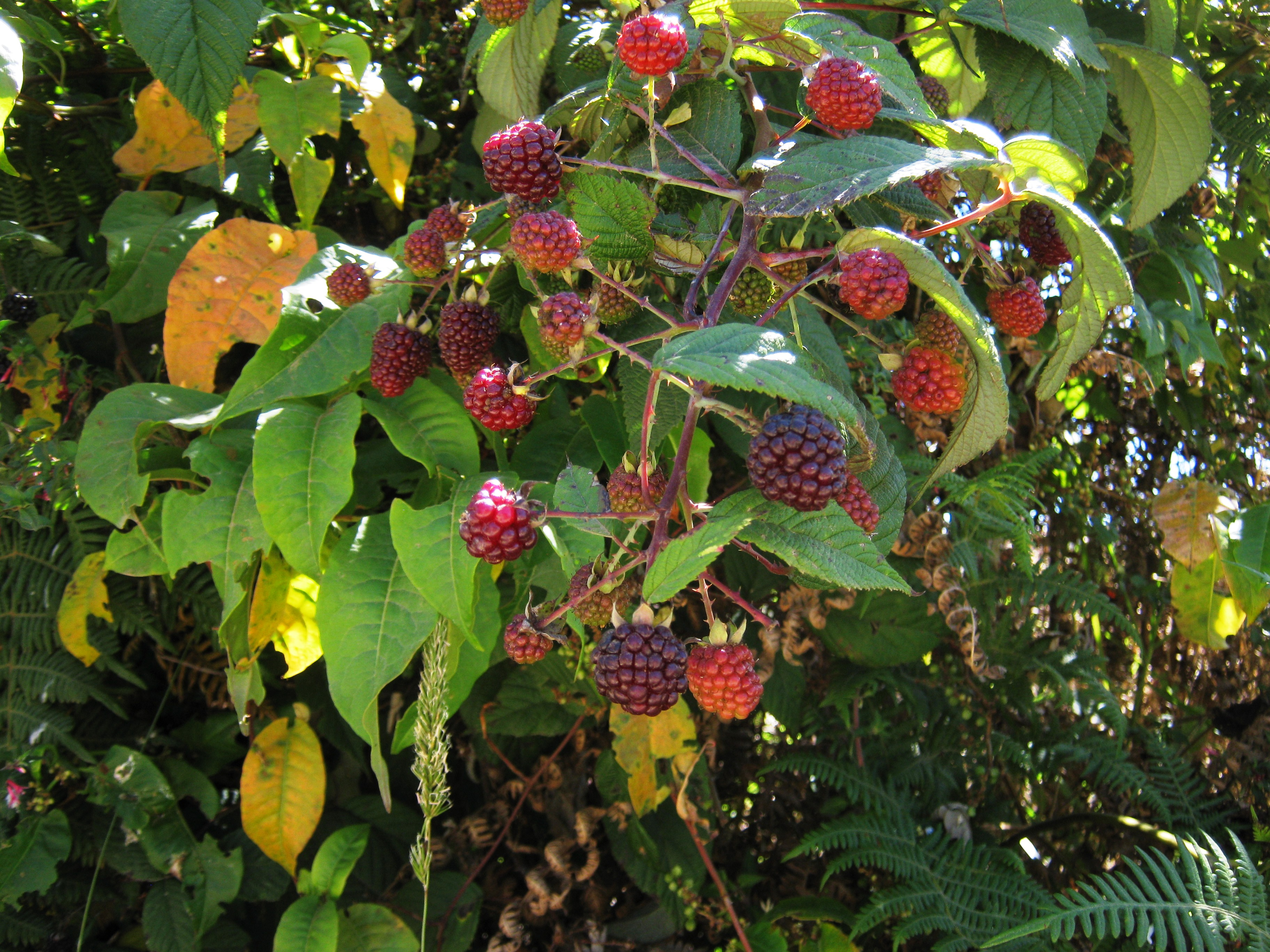
Rubus glaucus frutos rojos

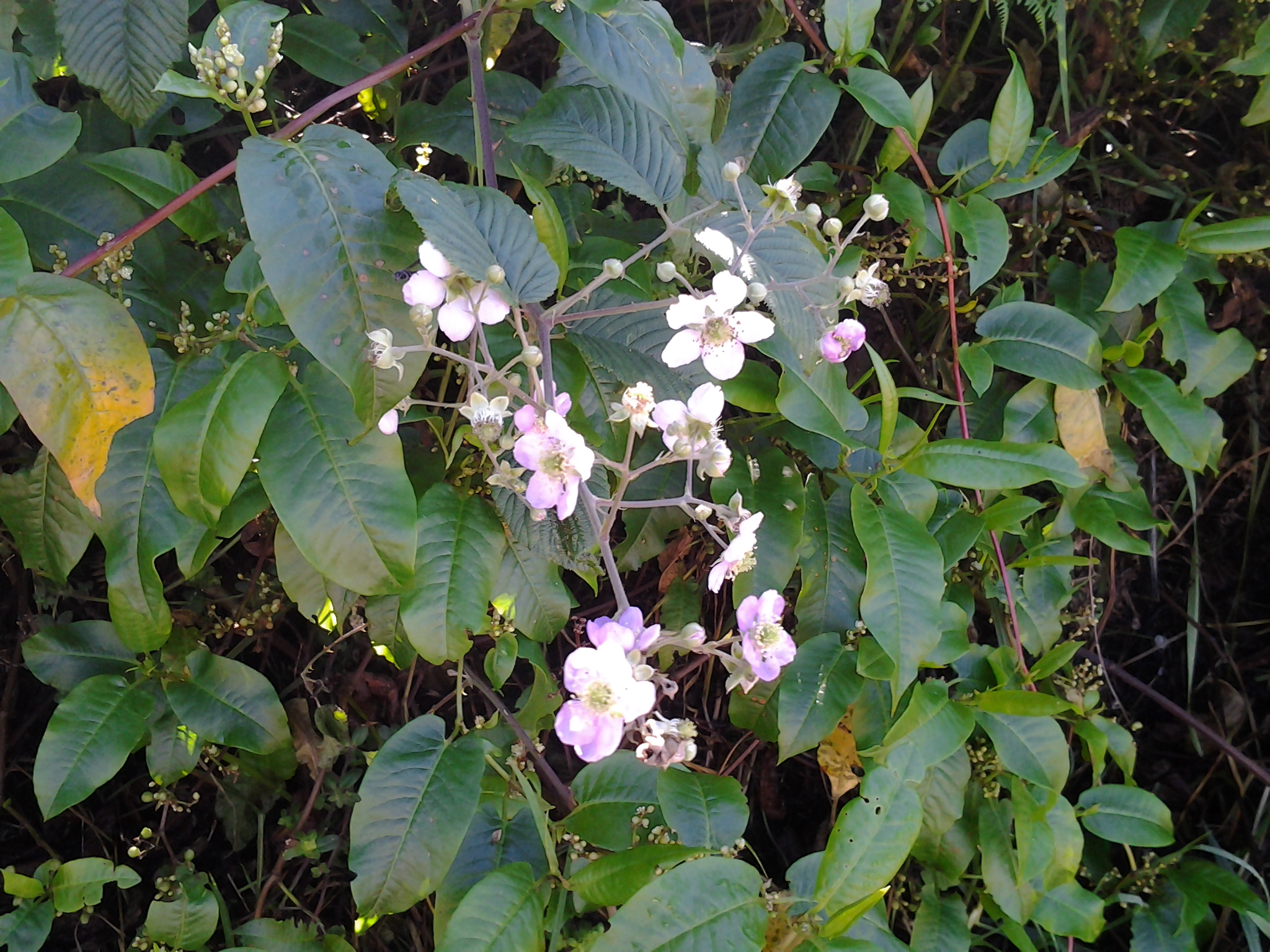
Flores de Rubus glaucus en su hábitat

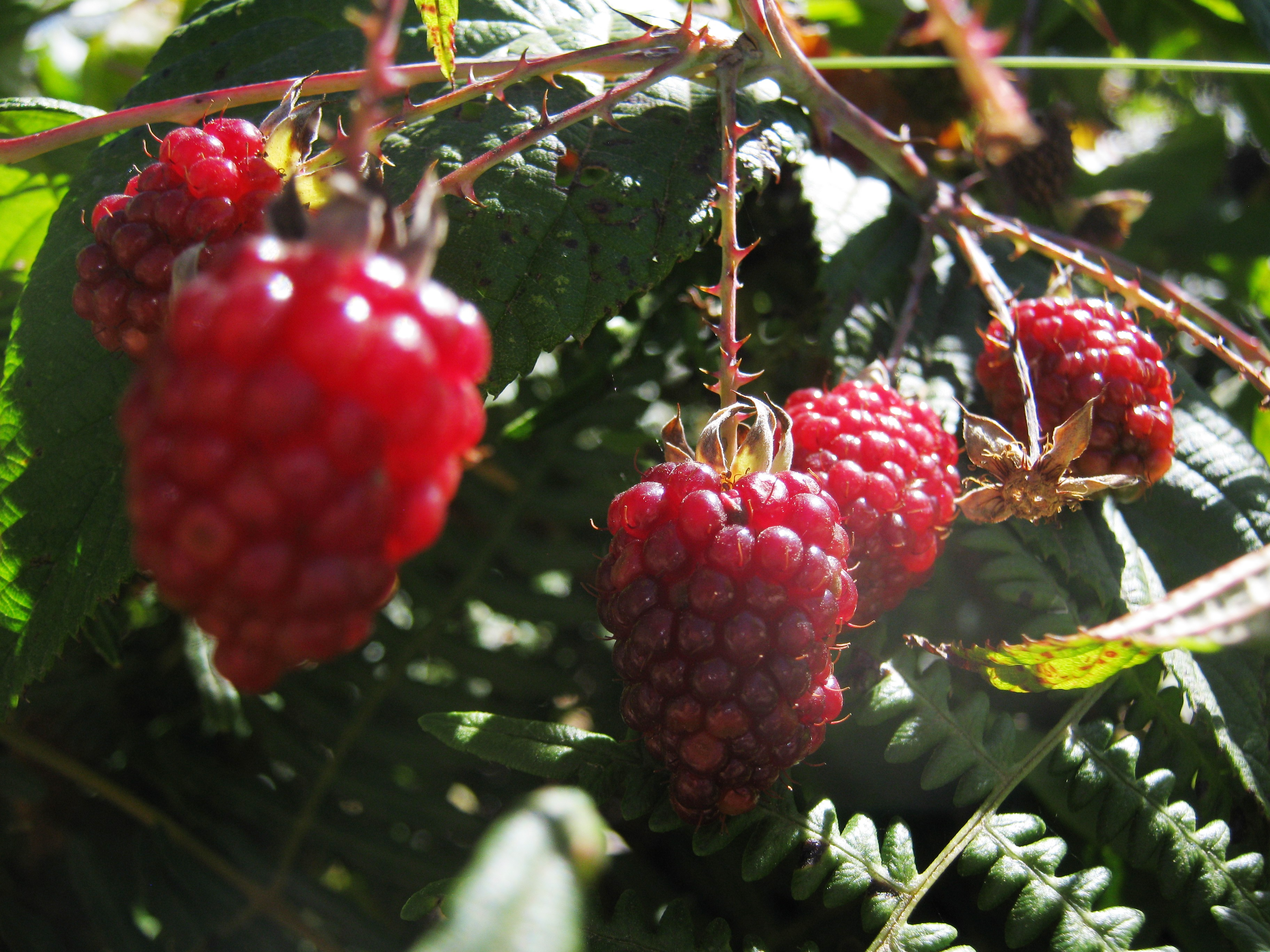
Frutos de Rubus glaucus

## Descripción
Tiene porte arbustivo, semierecta y de naturaleza trepadora, perteneciente a la familia de las rosáceas. Está conformada por varios tallos que se forman en corona en la base de la planta y son redondeados y espinosos, de 1 a 2 cm de diámetro, y pueden crecer hasta 3 m. Las hojas son trifoliadas con bordes aserrados, de color verde oscuro el haz y blanquecino el envés. Tanto los tallos como las hojas están cubiertas por un polvo blanquecino.
El fruto, es una baya elipsoidal de 15 a 25 mm en su diámetro más ancho, de 3 a 5 g de peso, verde cuando se forma, pasando a rojo y luego a morado oscuro y brillante cuando  madura; es posible que las bayas se encuentren en su madurez aún poseyendo un color rojo. Está formado por pequeñas drupas adheridas a un receptáculo que al madurar es blancuzco y carnoso. Es rico en vitamina C, calcio y fósforo, agridulce,  y apto para obtener jugos, néctares, mermeladas, jaleas, helados, repostería y confitería. La producción de frutos es continua con dos picos anuales. Una planta  produce aproximadamente desde cuando tiene un año, hasta los 12 a 20 años de vida.

## Distribución y hábitat
La planta crece mejor a temperaturas que varían entre 12 y 19 °C, con humedad relativa del 80 al 90%, alto brillo solar y precipitaciones entre 800 y 2500 mm al año, bien distribuidas.
Es originaria de las zonas altas tropicales del noroccidente de Sudamérica y de Centroamérica, entre los 1.500 y 3.100 m s. n. m. En países como Costa Rica se la encuentra en la parte alta de la Cordillera de Talamanca, y la Cordillera Volcánica Central, ya que a altitudes menores esta cede su nicho a especies que toleran mayores temperaturas. En este país R. glaucus es la especie predominante en áreas intervenidas en la altura y es muy frecuente en orillas de potreros y cercas.

## Especies muy cercanas
- Rubus adenotrichos (Schltdl. 1839) mora silvestre
- Rubus bogotensis (Kunth, 1824) mora negra
- Rubus giganteus (Benth. 1846) mora de gato o mora de páramo
- Rubus megalococcus (Focke, 1874) mora pequeña
- Rubus nubigenus (Kunth, 1824) mora grande

## Taxonomía
Rubus deliciosus fue descrita por George Bentham y publicado en Plantas Hartwegianas imprimis Mexicanas 173. 1845.
Etimología
Ver: Rubus
glaucus: epíteto latíno que significa amarillo.